# Gotham City (R. Kelly)
Gotham City è un brano dell'artista R&B statunitense R. Kelly, composta per la colonna sonora del film Batman & Robin, la canzone è stata successivamente inserita nell'album R. del 1998. Del brano ne è stato fatto un remix con la partecipazione della rapper Strings.
Il brano ha due videoclip, uno per il brano originale, ed uno per il remix con Strings, entrambi diretti da Hype Williams.

## Classifiche
| Classifica (1997) | Posizione più alta |
| ----------------- | ------------------ |
| Australia         | 100                |
| Belgio (Fiandre)  | 26                 |
| Belgio (Vallonia) | 21                 |
| Canada            | 19                 |
| Paesi Bassi       | 9                  |
| Irlanda           | 15                 |
| Germania          | 3                  |
| Svezia            | 9                  |
| Svizzera          | 9                  |
| Regno Unito       | 9                  |
| Stati Uniti       | 9                  |
| Stati Uniti (R&B) | 6                  |